# Rudolf Henn (Bildhauer)
Rudolf Henn (auch Rudolph Henn; * 1. Juli 1880 in Olsbrücken, Pfalz; † 7. Juli 1955 in New York City, Vereinigte Staaten) war ein deutsch-amerikanischer Bildhauer.

## Leben

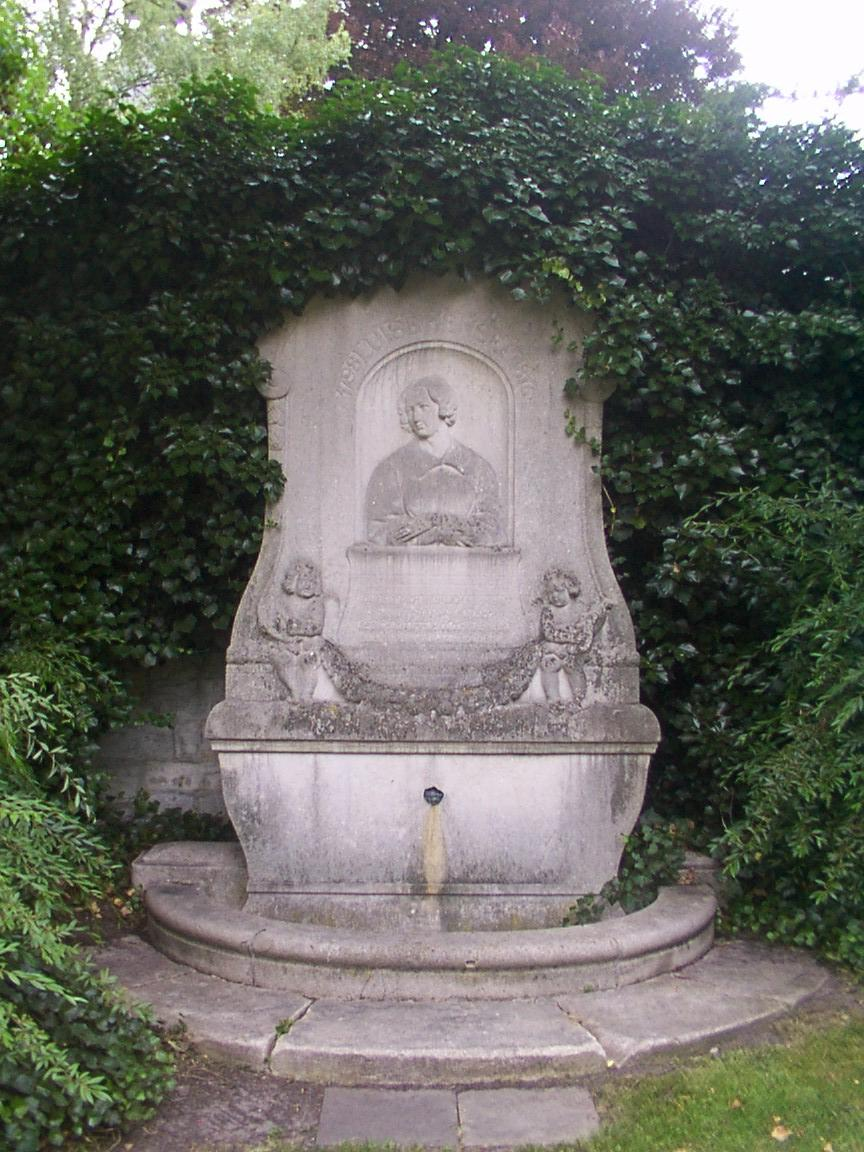
Luise-Hensel-Denkmal in Paderborn, 1910 (mit Willy Erb)

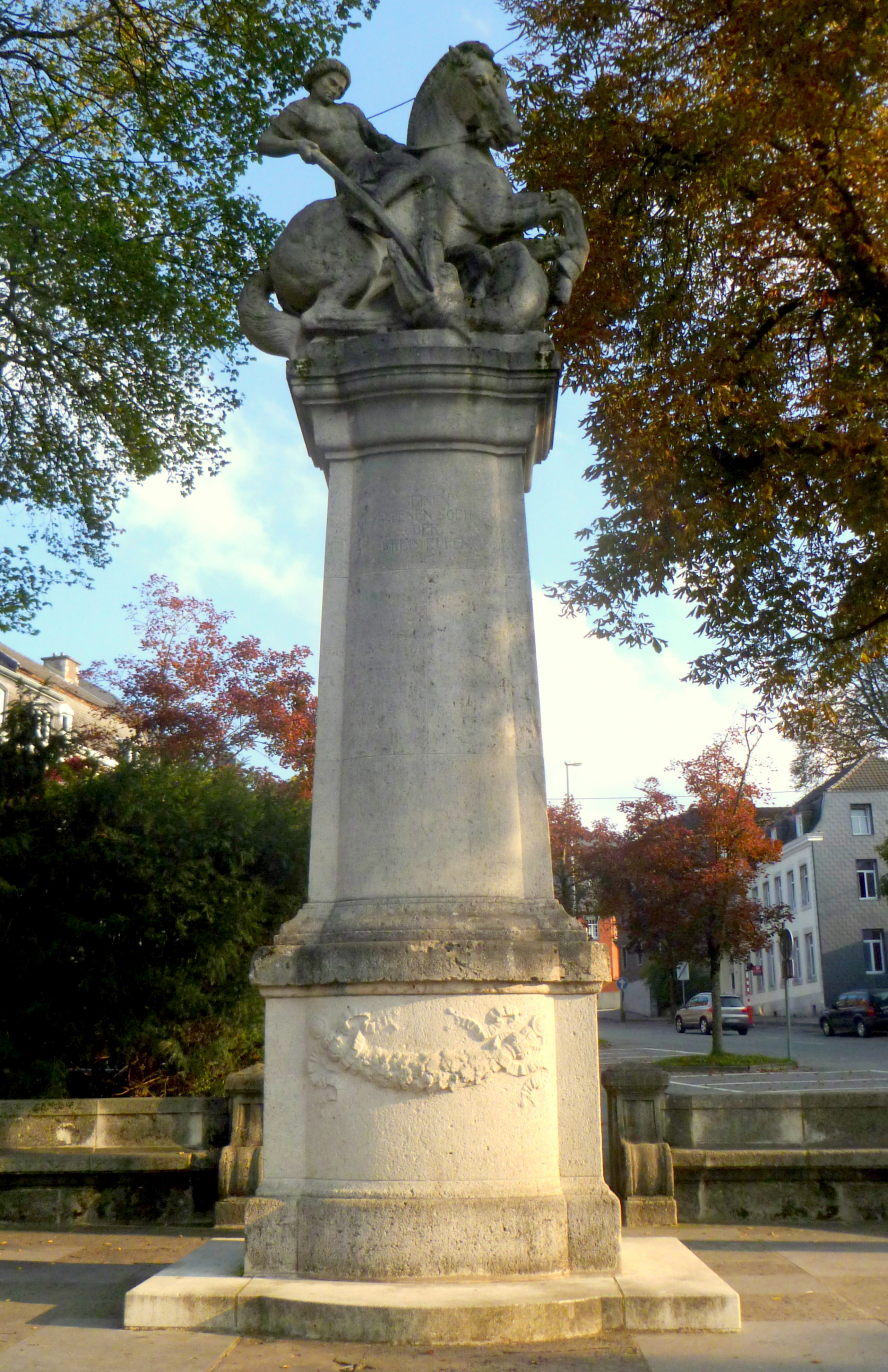
Kriegerdenkmal Eupen, 1912

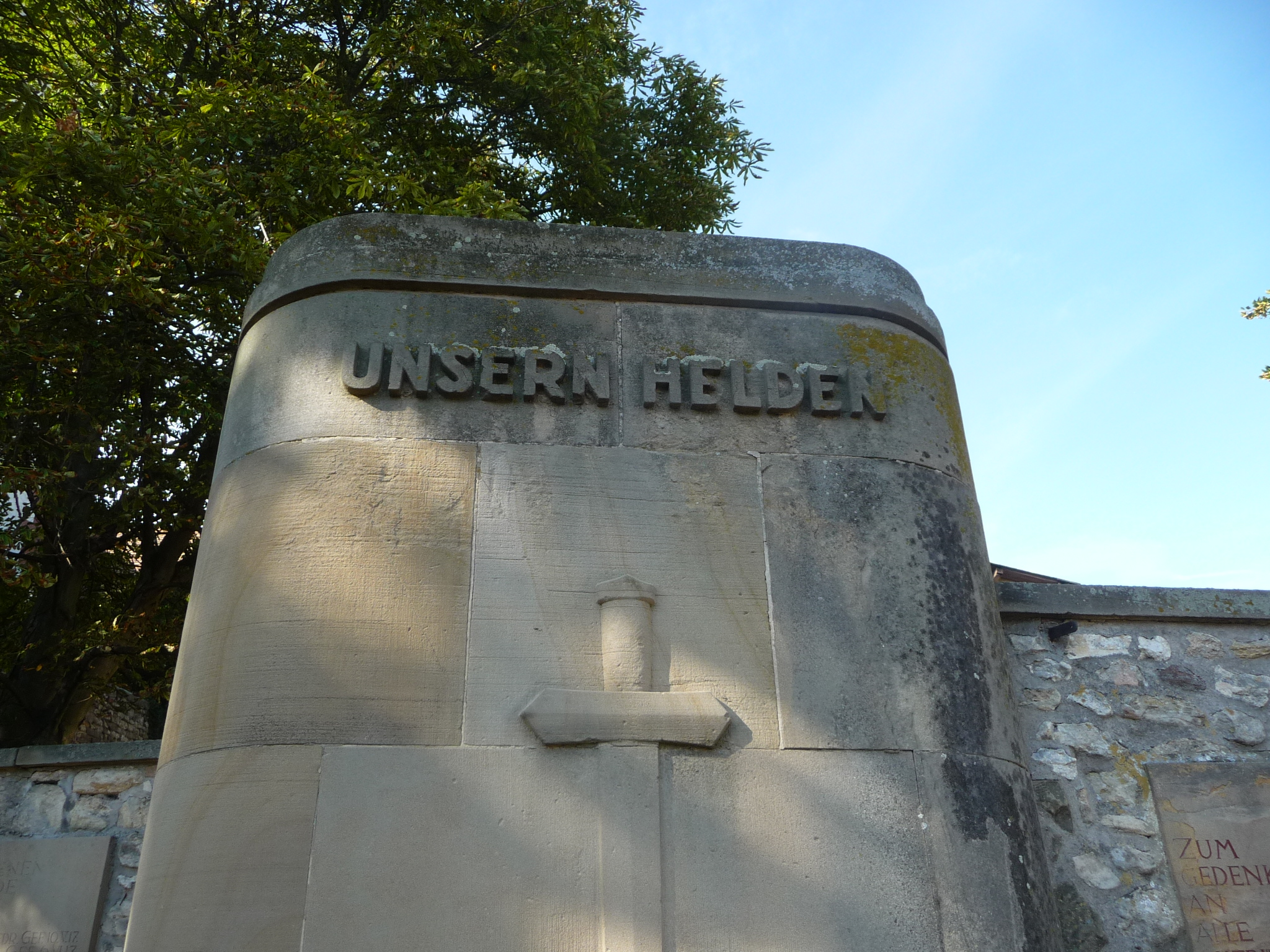
Kriegerdenkmal Kleinbockenheim, 1929

Henn studierte zunächst an der Baugewerkschule Kaiserslautern und ab 1901 figurale Bildhauerei an der Münchner Kunstakademie, unter anderem bei Syrius Eberle und Heinrich Waderé. 1907 begleitete er als Modelleur eine ethnografische Expedition nach Niederländisch-Ostindien. Nach seinem Studium war er ab 1908 freischaffend in München tätig. 1915 wurde er als Soldat eingezogen. Nach dem Ersten Weltkrieg ließ Henn sich in Kaiserslautern in der zum Freistaat Bayern gehörenden Rheinpfalz nieder, wo nach seiner Heirat zwei Töchter geboren wurden. 1929, am Beginn der Weltwirtschaftskrise, wanderte die Familie in die Vereinigten Staaten nach New York City aus.
1936 und 1937 war Henn an der künstlerischen Gestaltung der Wohnanlage Harlem River Houses im Rahmen des Treasury Relief Art Project beteiligt, wo er unter Leitung von Heinz Warnecke mit Theodore Barbarossa, Erwin Springweiler und Richmond Barthé zusammenarbeitete.
Neben großformatigen Denkmälern und Brunnen im öffentlichen Raum, die Henn in Stein und Metallguss ausführte, gehören auch kleinformatige Bronzeskulpturen zu seinem Werk.

## Werke (Auswahl)
- 1910: Luise-Hensel-Denkmal in Paderborn (mit Architekt Willy Erb; nach einem mit dem 1. Preis ausgezeichneten gemeinsamen Wettbewerbsentwurf)[5]
- 1912: Kriegerdenkmal in Eupen[6][7]
- 1912/1913: Bauplastik am Hauptzollamt in München
- 1913: Fischmännchenbrunnen in Guben[3]
- zwischen 1912 und 1916: Skulptur des Rudolf Sigmund von Holzschuher am Justizpalast in Nürnberg
- 1920er Jahre: Kriegerdenkmal in Rothselberg
- 1922 oder später: Rotkäppchenbrunnen in Frankenthal (Pfalz)
- 1929: Kriegerdenkmal in Kleinbockenheim
- 1935: Girl Reading, Public School 189 in New York City
- 1938: The Mailman, Port Office in Loudonville (Ohio)